# 어둠의 여인
어둠의 여인(Under the Shadow)은 영국에서 제작된 바박 안바리 감독의 2016년 공포, 스릴러 영화이다. 나제스 라쉬디 등이 주연으로 출연하였다.

## 출연

### 주연
- 나제스 라쉬디
- 아빈 만샤디
- 바비 나데리
- 레이 하라티안
- 아라쉬 마란디

### 조연
- 비얀 데인쉬맨드
- 하미드 드자바당
- 나빌 코니
- 베히 다나티 아타이